# Frederik Willem Nicolaas Hugenholtz
Frederik Willem Nicolaas Hugenholtz jr. (Zierikzee, 24 juni 1868 - Utrecht, 13 mei 1924) was een Nederlands predikant en politicus.

## Leven en werk
Frederik Willem Nicolaas Hugenholtz stamde uit de Duitse predikantenfamilie Hugenholtz en was een zoon van de predikant Frederik Willem Nicolaas Hugenholtz sr. (1839–1900) en Henderica Cornelia Francina van Gogh (1838–1916). Hij ging na de lagere school in Zierikzee en het gymnasium in Haarlem theologie studeren aan de Meadville Theological School in Meadville, Pennsylvania (Verenigde Staten van Amerika) en behaalde zijn proponentsexamen theologie aan de Rijksuniversiteit Leiden in 1891. Vervolgens studeerde hij nog enkele jaren aan Harvard University in Cambridge, Massachusetts (VS, 1891-1895). In 1891 trouwde hij in Arnhem met Magdalena Zeeven, met wie hij een dochter en twee zoons zou krijgen. Tussen 1891 en 1899 was hij predikant - eerst in Michigan, daarna in Schiedam.
In 1899 trad Hugenholtz af na een conflict tussen de arbeiders en de bourgeoisie en sloot zich aan bij de Sociaal-Democratische Arbeiderspartij, waarvoor hij twee jaar propagandist was in Voorburg. Vervolgens was hij van 1901 tot 1907 lid van de gemeenteraad van Haarlem. Daar speelde hij een leidende rol bij de spoorwegstaking van 1903 en werd hij wegens opruiing veroordeeld tot een maand gevangenisstraf. Vanaf 1901 was hij lid van de Tweede Kamer der Staten-Generaal (met een korte onderbreking in 1915/1916 wegens zijn benoeming tot ambtenaar). Daarnaast was hij ook nog enkele jaren lid van de gemeenteraad in 's-Gravenhage en ambtenaar van de reclassering.
In de Tweede Kamer was hij woordvoerder op het gebied van marine en justitie en hield zich ook bezig met visserij. In 1913 was hij een voorstander van regeringsdeelname door zijn partij. In 1923 speelde hij, mede als lid van de Vlootcommissie, een prominente rol in het debat over de omstreden Vlootwet. Vanaf oktober 1923 was hij afwezig in de Tweede Kamer wegens ziekte.